# ヱデンズボゥイ
『ヱデンズボゥイ』（EDEN's BOwY）は、天王寺きつねによる日本の漫画作品。『コンプティーク』（角川書店）1994年1月号より連載を開始し、1996年に『月刊少年エース』（角川書店）に移籍したのち2009年11月号で完結した。完結を記念し、2009年11月から2010年1月まで小冊子プレゼント（1,000名）キャンペーンが実施された。単行本は全20巻。1998年にはラジオドラマ化、1999年にはテレビアニメ化された。
「神殺し」の業を背負った少年ヨルンと女神の少女エリシスが、神殺しの秘密を狙い襲い来る刺客達と戦いながら成長していくダーク・ファンタジー作品。少年誌向けとしてはかなり残酷な描写や露骨なお色気シーンも存在する。

## ストーリー
天上都市（エデン）の落とし子ヨルンは、いつか天上都市へ昇り母と再会することを夢見て地上で暮らしていた。ある日、ヨルンは空から降ってきた少女エリシスと出会う。時を同じくして、天上都市の一つで神殺しの秘密を求めるユルガハが送り込んだ刺客も現れ、ヨルンは戦いに巻き込まれていく。

## 用語解説
神殺し
神を凌駕し、世界を変えると伝えられる力。特殊な血筋にある条件を備えた場合に発現する。
天上都市
高度な魔法と科学力によって空中に浮かぶ巨大都市。ユルガハ・ヤヌエス・ウルトの3つが勢力争いを繰り広げている。地上を支配する存在であり、地上の人々は憧れを込めて「エデン」と呼ぶ。
セフィナの民
地上に住む人間の中で唯一魔法を使うことができる民族。神殺しを神敵として滅ぼそうとする。

## 登場人物
※声優はラジオドラマ、テレビアニメの順に記載。特記ない場合は共通。 

### 主要人物
ヨルン・コットゥ
声 - 山口勝平（幼年期 - 山田みほ / 永島由子）
本作の主人公。農家の素朴な少年だったが、天から降ってきた少女・エリシスとの出会いによって運命が大きく変わることとなる。「神殺し」の業を背負い、旅での成長を通し神殺しの力が覚醒していく。
エリシス
声 - 椎名へきる
天から降ってきた謎の少女。恥ずかしがり屋で最初はほとんど話さなかったが、ヨルンと共に旅をしていくうちに普通に話すようになる。
実は女神の一柱、「整律の女神」（律神）エリュエステーラ・シーディア。「エリシス」、「シーダ」、「テーラ」の3つの姿を取ることができる。エリシスは最も人間に近い姿だが、振るうことができる力は最も弱い。なお、3つの姿に共通するのはヨルンのことが好きという感情だけである。正体は大地母神の転生。
シーダ
声 - 椎名へきる
大人の女性の姿を取ったエリュエステーラ・シーディア。エリシスよりも強い力を持ち、積極的にヨルンの危機を救う。
テーラ
声 - 椎名へきる（ラジオドラマ）
エリュエステーラ・シーディアの中で最も強い神の力を振るうことが可能になる姿。反面、人間味には乏しい。

エネフェア
声 - 天野由梨 / 五十嵐麗
エリシスの姉。「戦いの女神」正史第二位が闘神。本名はエネフステーラ・ソーフィア。父のマーサ・イヴェラの呪いによって豹の姿となっている。第二部からは呪いの解けた姿も見せる。アニメ版では常に豹の姿のままだった。
ウルガー・ダイン / おやぢ
声 - 菅原正志
ヨルンと共に旅をするヒゲの剣士。通称・おっちゃん。天上武会で優勝するほどの実力の持ち主。ヨルンに剣技を教授する。天上都市に追われる身で、普段は本名を隠していた。

### 天上都市ユルガハ
フェニス
声 - 川村万梨阿 / 永島由子
若いが優秀な魔導士で幹部長補佐。コントロール系を特に得意とする。アグマイカの部下で、ウィトーらを指揮する。フィールド球と呼ばれる防御装置を身体の周りに展開する。実はアグマイカは育ての父であり、実の父はルメザヴィアだった。
セルロッタ
フェニスの飼っている猫。その正体はヒルダが作り出した魔法生物で、フェニスのダメージを引き受ける憑代。
ウィトー・ウェッジ
声 - 辻谷耕史 / 成田剣
「人形使い」（ドールマスター）という、傀儡を操ることを得意とするエリート魔導士の一人。中でもウィトーは、ナンバーワンの人形使いとして名高かった。禁断の愛の末に死んでしまった妹のヘアラを傀儡として再生した。
ヘアラ
声 - 山田みほ / 柊美冬
ウィトーの妹。フェニスとは生前、友人だった。死後、ウィトーにより「生体をベースにした人形」として再生された。戦闘により再び死亡（破壊）するも、ある家族の新生児へと転生する。
アニメ版では第二の身体であった傀儡を廃棄工場で失ったが、すでに自動車に意識を転移していた。その後、兄の肉体に再転移し、ウィトーと身体を共有する。
アグマイカ
声 - 中博史 / 辻谷耕史
ユルガハの幹部。有能な魔導士であり、フェニスの上司かつ父親である。
ヒルダ
声 - 中島麻実（ラジオドラマ）
アグマイカの妻だが、それを隠して表向きはフェニスの付き人としてフェニスを陰から見守っている。
本名はブリュンヒルデ。三賢者の一人。本来は強力無比な魔導士だが、フェニスのためにセルロッタを作った反動で、力の大半を失っている。
先見の姫（さきみのひめ）
声 - 田中敦子 / 川村万梨阿
未来を知る能力を持つ女性。ヨルンの母であり、ユルガハにある先見の塔で暮らしている。本名はヨニハ。主神（マーサ・イヴェラ）がサヨイを襲い、産ませた娘。
サクラ・レイヤード
声 - 吉住梢
フェニスの部下。マイナス系を得意とする魔導士。お茶のみが趣味。ワグナーの孫娘。
モミジ・レイヤード
フェニスの部下、サクラの妹。ワグナーの孫娘。
スメイニ

皇導士ルメザヴィア
ユルガハを統治する最高位の魔導士。主神の憑代。元はウルトの魔導士。
ガロワ
声 - 乃村健次
六導士の一人で唯一の生き残り。
ミカエラ
声 - 上田祐司
六導士。ラレシロの憑代。
ク・エン
声 - 高橋広樹
六導士。

### 天上都市ヤヌエス
ニャコ・ミーケニカ
声 - 水橋かおり（テレビアニメ）
ヤヌエスの元首の座に就く獣人の少女。天上都市ウルトで生み出され、捨てられた「狂戦士」（バルサルカ）。ユルガハ打倒のため神狩りの力を求める。先見の姫の熱烈なファン。部下達の失態に苛立って自ら出撃した。
なお、放送当時の『月刊ニュータイプ』によると演じた水橋は母親に「ニャコは貴女に似ている」と言われたらしい。
カミラ・ブゥードゥークィーン
ヤヌエスの前・元首で、オルトランの母。三賢者とも呼ばれる伝説的な英雄。若い頃にブリュンヒルデ、モンラッドと共に大暴れし、超魔法王国「天上国ゴンドワナ」滅亡の引き金をひくなどの活躍を残す。
オルトラン
声 - 松尾銀三（テレビアニメ）
ヤヌエス四天王の一人で、副官。ニャコの婚約者。高い実力の持ち主だがミーハーな性格で、自室には隠し撮りしたエリシスの写真が何枚も貼られている。
アニメ版ではユルガハとの戦後、副官の座を追われて家庭教師に転職した模様。
メラニス
声 - 五十嵐麗（テレビアニメ）
四天王の一人。ヨルンにとっては姉のような存在。実は妹のパレラや弟のヨハンもいる。
アニメ版でも3姉弟全員が登場しているが、こちらでは彼女らの血縁関係について触れられていない。いずれも妹弟を失う展開は共通している。
クェントロゥ　
声 - 高橋広樹（テレビアニメ）
四天王の一人。マスクの下はかなりの美形（サクラ曰）。
グリフォー
声 - 土屋利秀（テレビアニメ）
四天王の一人。
パレラ
声 - 冬馬由美（テレビアニメ）
虚力場（ゼロフィールド）の使い手。ヨルンに虚力場の使い方を教える。また、「最強最悪」といわれるほど強力な魔獣使い。弟（ヨハン）がいた。ゴルドー、ヴィロッグの上司にあたる。
ゴルドー
声 - 中田和宏
冷酷無比な凄腕の剣士。武人としての矜持を持ち、おやぢと互角に渡り合う。
ヴィロッグ
声 - 飛田展男 / 立木文彦
非道な人形使い。ゴルドーの相棒。ヘアラの死に関わる。
アニメ版ではゴルドーと共に狂言回しをも担当した。
コニャコ・ペルーシャ
声 - 栗山千明（テレビアニメ）
ニャコと同じ獣人の少女。実はニャコの姪。生徒会活動やボランティアの合間にヨルンと接触、ヤヌエスへの助力を請う。
本来はアニメオリジナルキャラキャラクター。後に原作にも登場した。
ルカルダ・ウエンズ
パレラの昔の恋人。しかしパレラを利用するためだけに接近したのであり、パレラを使い魔導の実験を行う。結果、パレラに取り返しのつかない傷を負わせる。後に天上武会に参加し、ヨルンのチームと戦う。実験から得た成果として負力場（マイナスフィールド）を操る。
ツィーニ
ルカルダの弟。ルカルダと一緒に天上武会に参加した。
ヴィルガ
ルカルダの弟。ウルガーに敗死。
イプヌ

ラグナード
ヤヌエスの前々・元首。ロン・タイシと戦い敗れた後、カミラにその座を譲った。

### 天上都市ウルト
スパイク・ランディット
声 - 上田祐司（テレビアニメ）
ヨルンと同じく神殺しの力を持つ少年。原作ではデニルモの子。
デニルモ
声 - 山崎和佳奈（テレビアニメ）
スパイクと行動を共にする女性。実はマーサ・イヴェラによって追放された女神の一柱で、「異端者デニルモ」、「黒き翼のデニルモ」とも。黒翼族。
アニメ版でもスパイクと行動を共にしていたが、彼との些細な喧嘩が切っ掛けですでに命を落としていた。
皇帝ヴュメント
ウルトの支配者。
三賢人
ウルトの高位の魔導士。
骸（むくろ）
壁画の間に埋め込まれたミイラ。ルメザヴィアの先祖で、一千年前に突如として世界に現れ、魔法理論をもたらした人物のなれの果て。また、一千年の歴史の予言も残した。その正体は次元の穴に落ちてタイムスリップしたアグマイカだった。
ヴィシュラー
ウルトの前皇帝。

#### ヴァニトー
ヴィンレッダ・ヴァニトー
ウルトから分派した急進過激派魔導士グループ「ヴァニトー」の党首。ウルト皇帝ヴュメントの許婚。
ユルガハの難民・エルナークという身元を偽ってにヤヌエスに潜入し、北方調査の責任者を務める。
チャッキー
ヴァニトーのペット。魔導タテガミネズミ（en）。
イフォーラ・ルフェナーゼ
3人目の神殺し。ヨルン、スパイクとは異母兄妹。
フェウマー
イフォーラとチームを組んで天上武会に参加。ヴァニトーの魔導士。
ある時点でゲルマーにすり替えった。

### セフィナの民
ウォルロック・セフィーニロ
神官戦士。最年少で「聖戦士」の位を得た。本来、敵対するべき「神殺し」であるイフォーラを慕い、共に天上武会に出場する。
ウェドロック
神官戦士長。ウォルロックの兄。
ゾアロ
司祭。野心家。正体は主神の憑代。
ヴェルナー
司祭。
ゲルマー
ヤイカ
セフィナにおける当代の先見の姫。ヨニハの異父妹。ゾアロに心が傾くが、ゾアロはヨニハに目をつけ、ヤイカを見下している。
ヨニハ
先代の先見の姫。ヨルンの母。
サヨイ
先々代の先見の姫。ヨニハの母。

### 神族
マーサ・イヴェラ
声 - 大友龍三郎
天上都市ユルガハに潜む、巨大な魚の姿をした謎の存在。その正体「偉大なる父」とも呼ばれる、神族の「主神」。
リリス
エネフェアやエリシスの妹。「混沌の女神」または「破壊の女神」（禍神）。エリシスが姿を消した三年後の天上武会で、エリシスの姿でヨルンの前に現れる。正体は破壊と再生を司る女神リリシャーロの分身。
バリュトア
神族（かみぞく）最強の戦士といわれる男。黒翼族。愛称はパル。
サリエラート
エリシスの兄。「生命の神」。エネフェアに懸想している。愛称はサリエル。
リュシカ
サリエラートの弟。「時間の神」。本名はリュシカート。
ミレニア
サリエラートの弟。「理（ことわり）の神」。
ラレシロ
マーサ・イヴェラの側近。（第一部の時点では）地上への干渉を制限されているため、地上で活動するときに「素体」を必要とし、六導士ミカエラの身体を乗っ取ったりしていた。
ワルキュルア・カイドマ
フェニスとブリュンヒルデの一族の守護神、且つ力を与えていた神族。のちにフェニスの記憶を継いで、ユルガハを率いて主神と戦いに身を投げた。
マグドゥゥア
天使長。神族に仕える天使族の長。
殲天使
- ベルヘア
- サルトゥス
- フリュード
- ゲヘナ

### 三柱神
リリシャーロ・フレーベア
「混沌と開闢の女神」。「大地母神」「見届ける者」と並び、神の中で最も古い、世界の創造に立ち会った三柱の神の一人。
イヴァ・フェニシア
「大地母神」。人類、神族、双方の母。マーサ・イヴェラに殺された。神殺しの血縁を産み出した。
モンラッド
興まりと廃りを「見届ける魔神」。

### 天上武会
松平華山
天上武会出場者。東方の小国の姫。虚力場の使い手。東方では虚力場を「天位の気」と呼び、その王者の資質とされている。しかし「女で天位の気の持ち主は不吉」という言い伝えもあり、これにより武者修行という名目で家を出された。立派な婿を見つけて家に帰るのが目的で、同じ天位の気の持ち主であるヨルンに結婚を申し込む。
ロン・ダオシー（龍道士）
華山の付き人。かつてはロン・タイシ（龍大師）と呼ばれていた東方の伝説的魔導士。
朔之進
華山の付き人。東洋で随一といわれる剣の達人。妖刀村正を持つ。刀の魔力が強すぎて完全には制御ができないため、三度、攻撃するのが限度。
ウィグルデン（兄）
一応、地上では「名匠」と呼ばれるくらいには腕の良い刀鍛冶らしい。
ウィグルデン（弟たち）
ウィグルデン（兄）の弟たち。ウィグルデンが作ったオーダーメイドの武具を装備して天上武会に出場した3人組。
ベーニッヒ
天上武会に出場したルカルダとツィーニのチームメイト。

### サロメの街
モンラッド
天上武会の審判。三賢者の一人で昔はブリュンヒルデ、カミラと共に冒険していた強者。正体は三柱神の一人、魔神「見届ける者」。
ランドウ
天上武会が開かれたサメロの街の警備隊長。以前、天上武会に出場したことがあり、そのときにウルガーと戦って左目を失っている。
フォルティーヌ
ランドウの妻。ウルガーの旧知。

### ルビートの街
ルグル
声 - 	冬馬由美
パレラの連れていた子犬型の魔獣。
アルーシャ、メルーシャ
幼い、双子の魔導士。テレパシーで心を読むことが出来る。
ワグナー
声 - 小形満
地上で店を営む元ユルガハ魔導士、天上武会の後はサロメの復興に協力している。天上国ゴドワナの生き残り。ゴドワナが滅びた時、孤児だったワグナーはブリュンヒルデに拾われ、そのまま育てられた。本名はリヒャルトで、小さい頃の愛称はリッヒ。サクラとモミジの祖父。ウルガーの旧知。

### その他の人物
ガスチーニ
声 - 徳丸完
ヨルンの養父。かつては戦士として名を馳せた。天上都市への憧れから、天上都市から落とされたヨルンを（人身売買オークションで）買い取った。
ヘクター
盗賊団の一員。キャラバンを襲って返り討ちに遭った際、ヨルンに片腕を斬りおとされた。
G団
「魔導士狩り」を行うテロリスト集団。白い法衣を着て、茶色の頭巾を被り、魔導士を襲う。
アサト
ヨルンの父。ヨニハの夫。古代文明研究家だった。「神殺し」の血筋だが、「業」の条件が揃わず、神殺しの力は発現しなかった。
リング・オッチ
「真理の実」の管理者。

## 書誌情報
1. 1995年3月28日発売 ISBN 4-04-713107-5
2. 1996年2月27日発売 ISBN 4-04-713133-4
3. 1997年1月16日発売 ISBN 4-04-713170-9
4. 1998年1月7日発売 ISBN 4-04-713205-5
5. 1999年1月6日発売 ISBN 4-04-713264-0
6. 1999年4月30日発売 ISBN 4-04-713276-4
7. 2000年1月27日発売 ISBN 4-04-713323-X
8. 2000年9月25日発売 ISBN 4-04-713363-9
9. 2001年6月27日発売 ISBN 4-04-713438-4
10. 2002年3月8日発売 ISBN 4-04-713480-5
11. 2002年9月24日発売 ISBN 4-04-713508-9
12. 2003年7月1日発売 ISBN 4-04-713556-9
13. 2004年8月1日発売 ISBN 4-04-713638-7
14. 2005年3月26日発売 ISBN 4-04-713702-2
15. 2006年1月26日発売 ISBN 4-04-713789-8
16. 2006年11月25日発売 ISBN 4-04-713877-0
17. 2007年11月26日発売 ISBN 978-4-04-713992-3
18. 2008年12月26日発売 ISBN 978-4-04-715147-5
19. 2009年10月26日発売 ISBN 978-4-04-715308-0
20. 2009年11月26日発売 ISBN 978-4-04-715322-6

## ラジオドラマ
1998年12月から1999年3月まで、『KADOKAWA電波マガジン ザ･ヘキリジョン』（JFN系36局ネット、木曜 25時10分 - 26時00分）内で放送された。全14話。後にCD化されている（詳細は「関連商品」を参照）。

## テレビアニメ
『エデンズボゥイ』のタイトルで1999年4月から同年9月までテレビ東京系列で放送された。全26話。

### スタッフ
- 原作 - 天王寺きつね
- シリーズ構成 - 十川誠志
- キャラクターデザイン - 数井浩子
- インダストリアルデザイン、レイアウト監修 - 山形厚史
- 美術監督 - 阿久津美千代
- 色彩設計 - もちだたけし
- 撮影監督 - 渡邊英俊
- 音楽 - 外山和彦
- 音響監督 - 亀山俊樹
- 編集 - 森田清次
- 協力 - 角川書店、バンダイビジュアル、丸紅、ソニーPCL
- アニメーション制作 - スタジオディーン
- アニメーションプロデューサー - 長谷川洋
- プロデューサー - 小林教子（テレビ東京）、横山真二郎（創通エージェンシー）
- 監督 - 須永司
- 製作 - テレビ東京、創通映像

### 主題歌
オープニングテーマ
「Everlasting Train -終わりなき旅人-」（1話 - 15話）
作詞 - 椎名へきる / 作曲・編曲 - PIPELINE PROJECT / 歌 - 椎名へきる
「-赤い華- You're gonna change to the flower」（16話 - 25話）
作詞 - 椎名へきる / 作曲・編曲 - PIPELINE PROJECT / 歌 - 椎名へきる

エンディングテーマ
「Save my heart」（1話 - 15話）
作詞 - 佐藤康恵 / 作曲・編曲 - ダグラス・カー / 歌 - 佐藤康恵
「クロール」（16話 - 26話）
作詞 - 清水和彦、角森隆浩 / 作曲 - 清水和彦 / 編曲 - 岩田雅之 / 歌 - The Water Of Life

### 各話リスト
| 話 | 放送日        | サブタイトル                 | 脚本     | 絵コンテ        | 演出     | 作画監督 |
| -- | ------------- | ---------------------------- | -------- | --------------- | -------- | -------- |
| 1  | 1999年 4月6日 | 地上におりた天使             | 十川誠志 | 須永司          | 佐藤照雄 | 数井浩子 |
| 2  | 4月13日       | コーカッサの白い花           | 十川誠志 | 須永司          | 鈴木芳成 | 津幡佳明 |
| 3  | 4月20日       | 人形使い                     | 十川誠志 | 吉永尚之        | 吉田俊司 | 波風立流 |
| 4  | 4月27日       | 白い悪魔                     | 田中哲生 | 寺東克巳        | 菱川直樹 | 門智昭   |
| 5  | 5月4日        | ユルガハの夜と霧             | 十川誠志 | 須永司          | 佐藤照雄 | 数井浩子 |
| 6  | 5月11日       | 眼下の敵                     | 十川誠志 | 別所誠人        | 鈴木芳成 | 津幡佳明 |
| 7  | 5月18日       | 人形の家                     | 十川誠志 | 寺東克巳        | 吉田俊司 | 波風立流 |
| 8  | 5月25日       | さよならエリシス             | 十川誠志 | 須永司          | 菱川直樹 | 門智昭   |
| 9  | 6月1日        | ヘアラ散る                   | 十川誠志 | 吉永尚之        | 佐藤照雄 | 数井浩子 |
| 10 | 6月8日        | さらば青春の光よ             | 田中哲生 | 須永司          | 鈴木芳成 | 外崎春雄 |
| 11 | 6月15日       | ルビード                     | 十川誠志 | 寺東克巳        | 吉田俊司 | 津幡佳明 |
| 12 | 6月22日       | 扉の向こうで…                | 十川誠志 | 吉永尚之        | 菱川直樹 | 波風立流 |
| 13 | 6月29日       | 天使の決断                   | 十川誠志 | 須永司          | 佐藤照雄 | 門智昭   |
| 14 | 7月6日        | 追跡                         | 田中哲生 | 寺東克巳        | 鈴木芳成 | 数井浩子 |
| 15 | 7月13日       | 花の都チャナッカレ           | 十川誠志 | 吉永尚之        | 吉田俊司 | 外崎春雄 |
| 16 | 7月20日       | 黒い羽のおもいで             | 十川誠志 | 須永司          | 菱川直樹 | 波風立流 |
| 17 | 7月27日       | パレラ                       | 十川誠志 | 菱川直樹        | 佐藤照雄 | 津幡佳明 |
| 18 | 8月3日        | 甘い痛み                     | 十川誠志 | 寺東克巳        | 鈴木芳成 | 門智昭   |
| 19 | 8月10日       | ユルガハの魔導士             | 田中哲生 | 須永司          | 吉田俊司 | 数井浩子 |
| 20 | 8月17日       | 崖っぷち                     | 十川誠志 | 菱川直樹        | 菱川直樹 | 外崎春雄 |
| 21 | 8月24日       | み〜んな仲よく               | 十川誠志 | 寺東克巳        | 清水明   | 波風立流 |
| 22 | 8月31日       | 二匹のサソリ                 | 十川誠志 | 須永司          | 佐藤照雄 | 津幡佳明 |
| 23 | 9月7日        | 破滅の足音                   | 十川誠志 | 寺東克巳        | 吉田俊司 | 門智昭   |
| 24 | 9月14日       | 亡者たちの街                 | 十川誠志 | 菱川直樹        | 菱川直樹 | 外崎春雄 |
| 25 | 9月21日       | 聖地の末                     | 十川誠志 | 須永司          | 鈴木芳成 | 波風立流 |
| 26 | 9月28日       | 大地の少年（エデンズボゥイ） | 十川誠志 | 佐藤照雄 須永司 | 佐藤照雄 | 数井浩子 |

### 放送局
| 放送期間               | 放送時間                 | 放送局              | 対象地域                                                    | 備考   |
| ---------------------- | ------------------------ | ------------------- | ----------------------------------------------------------- | ------ |
| 1999年4月6日 - 9月28日 | 火曜 18時00分 - 18時30分 | テレビ東京系列全6局 | 北海道・関東広域圏・愛知県・ 大阪府・岡山県・香川県・福岡県 |        |
| 不明                   | 不明                     | AT-X                | 日本全域                                                    | CS放送 |

## 関連商品
DVD・LD・VHS
発売元は角川書店・バンダイビジュアル、販売元はバンダイビジュアル。
| 巻数      | 発売日         | 収録話      | 規格品番  | 規格品番  | 規格品番 |
| 巻数      | 発売日         | 収録話      | DVD       | LD        | VHS      |
| --------- | -------------- | ----------- | --------- | --------- | -------- |
| episode 1 | 1999年7月25日  | 第1、2話    | BCBA-0222 | BELL-1429 | BES-2374 |
| episode 2 | 1999年9月25日  | 第3 - 5話   | BCBA-0223 | BELL-1430 | BES-2375 |
| episode 3 | 1999年10月25日 | 第6 - 8話   | BCBA-0224 | BELL-1431 | BES-2376 |
| episode 4 | 1999年11月25日 | 第9 - 11話  | BCBA-0225 | BELL-1432 | BES-2377 |
| episode 5 | 1999年12月18日 | 第12 - 14話 | BCBA-0226 | BELL-1433 | BES-2378 |
| episode 6 | 2000年1月25日  | 第15 - 17話 | BCBA-0227 | BELL-1434 | BES-2379 |
| episode 7 | 2000年2月25日  | 第18 - 20話 | BCBA-0228 | BELL-1435 | BES-2380 |
| episode 8 | 2000年3月25日  | 第21 - 23話 | BCBA-0229 | BELL-1436 | BES-2381 |
| episode 9 | 2000年4月25日  | 第24 - 26話 | BCBA-0230 | BELL-1437 | BES-2382 |
作品ガイド
エデンズボゥイ キャラクターズSPECIAL
発売日：1999年7月 / 発行：角川書店（ニュータイプフィルムブックEX） ISBN 4-04-853095-X
テレビアニメ版キャラクターガイド・ストーリーダイジェスト、コミック版ワールドガイドなどを収録。

ドラマCD
エデンズボゥイ Vol.1 [ドラマCD]
発売日：1999年2月27日 / 発売：ソニー・ミュージックエンタテインメント（現・ソニー・ミュージックレコーズ） / 品番：SRCL-4466
ラジオ番組『KADOKAWA電波マガジン ザ･ヘキリジョン』（JFN系）で放送されたラジオドラマをCD化。第1 - 7話を収録。
エデンズボゥイ Vol.2 [ドラマCD]
発売日：1999年3月20日 / ソニー・ミュージックエンタテインメント / 品番：SRCL-4480
第8 - 14話を収録。

CD
エデンズボゥイ オリジナル・サウンドトラック Vol.1
発売日：1999年6月2日 / 発売：ソニー・ミュージックエンタテインメント / 品番：SRCL-4527
エデンズボゥイ オリジナル・サウンドトラック Vol.2
発売日：1999年8月21日 / ソニー・ミュージックエンタテインメント / 品番：SRCL-4599
Everlasting Train -終わりなき旅人-
発売日：1999年4月29日 / ソニー・ミュージックエンタテインメント / 品番：SRDL-4621
前期オープニングテーマ。歌：椎名へきる。
Save my heart
発売日：1999年5月21日 / ソニー・ミュージックエンタテインメント（現・ソニー・ミュージックアソシエイテッドレコーズ） / 品番：AIDT-5041
前期エンディングテーマ。歌：佐藤康恵。
クロール
発売日：1999年7月1日 / ソニー・ミュージックエンタテインメント / 品番：SRDL-4638
後期エンディングテーマ。歌：The Water Of Life。
-赤い華- You're gonna change to the flower
発売日：1999年8月4日 / ソニー・ミュージックエンタテインメント / 品番：SRDL-4646
後期オープニングテーマ。歌：椎名へきる。

CD-ROM
エデンズボゥイ エリシスの詰合せ
発売日：2000年5月26日 / 発売：キングレコード / 品番：KIRZ-30
Windows 95/98/2000用デスクトップアクセサリー集。設定資料（約100点）、天王寺きつね描き下ろしイラスト、背景付きセル画像（約250点）、エリシス・シーダ・テーラのボイス集などを収録。

小説
エデンズボゥイ [小説]
著者：青木智彦、イラスト：数井浩子 / 発行：角川書店（角川スニーカー文庫）
テレビアニメのアフターストーリー。最終話から約1年後を描く。
1. 女神覚醒 発売日：1999年10月 ISBN 4-04-422801-9
2. 神狩り消滅 発売日：1999年10月 ISBN 4-04-422802-7